# Campionato europeo femminile di pallavolo 2017
Il campionato europeo femminile di pallavolo 2017 si è svolto dal 22 settembre al 1º ottobre 2017 a Baku e Gəncə, in Azerbaigian, e a Tbilisi, in Georgia: al torneo hanno partecipato sedici squadre nazionali europee e la vittoria finale è andata per la seconda volta alla Serbia.

## Qualificazioni
Al torneo hanno partecipato: le nazionali dei due paesi organizzatori, le prime cinque nazionali classificate al campionato europeo 2015 e nove nazionali qualificate tramite il torneo di qualificazione.

## Impianti
|                                                                             |                                                                          |                                                                            |
|                                                                             |                                                                          |                                                                            |
| National Gymnastics Arena Città: Baku Capienza: 9 000 Anno d'apertura: 2014 | Göygöl Olympic Sport Complex Città: Gəncə Capienza: - Anno d'apertura: - | Tbilisi Sports Palace Città: Tbilisi Capienza: 9 700 Anno d'apertura: 1961 |

## Regolamento

### Formula
Le squadre hanno disputato una prima fase a gironi con formula del girone all'italiana; al termine della prima fase le prime tre classificate di ogni girone hanno acceduto alla fase finale, strutturata in ottavi di finale (a cui hanno partecipato le seconde e le terze classificate di ogni girone), quarti di finale, semifinali, finale per il terzo posto e finale.

### Criteri di classifica
Se il risultato finale è stato di 3-0 o 3-1 sono stati assegnati 3 punti alla squadra vincente e 0 a quella sconfitta, se il risultato finale è stato di 3-2 sono stati assegnati 2 punti alla squadra vincente e 1 a quella sconfitta.
L'ordine del posizionamento in classifica è stato definito in base a:
- Numero di partite vinte;
- Punti;
- Ratio dei set vinti/persi;
- Ratio dei punti realizzati/subiti;
- Risultati degli scontri diretti.

## Squadre partecipanti
| Squadra     | Qualificazione                            | Ultima partecipazione       |
| ----------- | ----------------------------------------- | --------------------------- |
| Azerbaigian | Paese organizzatore                       | / Paesi Bassi e Belgio 2015 |
| Belgio      | 1ª al torneo di qualificazione (girone B) | / Paesi Bassi e Belgio 2015 |
| Bielorussia | 1ª al torneo di qualificazione (girone F) | / Paesi Bassi e Belgio 2015 |
| Bulgaria    | 1ª al torneo di qualificazione (girone E) | / Paesi Bassi e Belgio 2015 |
| Croazia     | 1ª al torneo di qualificazione (girone D) | / Paesi Bassi e Belgio 2015 |
| Georgia     | Paese organizzatore                       | Debutto                     |
| Germania    | 5ª al campionato europeo 2015             | / Paesi Bassi e Belgio 2015 |
| Italia      | 1ª al torneo di qualificazione (girone A) | / Paesi Bassi e Belgio 2015 |
| Paesi Bassi | 2ª al campionato europeo 2015             | / Paesi Bassi e Belgio 2015 |
| Polonia     | 1ª al torneo di qualificazione (girone C) | / Paesi Bassi e Belgio 2015 |
| Rep. Ceca   | Spareggio al torneo di qualificazione     | / Paesi Bassi e Belgio 2015 |
| Russia      | 1ª al campionato europeo 2015             | / Paesi Bassi e Belgio 2015 |
| Serbia      | 3ª al campionato europeo 2015             | / Paesi Bassi e Belgio 2015 |
| Turchia     | 4ª al campionato europeo 2015             | / Paesi Bassi e Belgio 2015 |
| Ucraina     | Spareggio al torneo di qualificazione     | / Serbia e Italia 2011      |
| Ungheria    | Spareggio al torneo di qualificazione     | / Paesi Bassi e Belgio 2015 |

## Torneo

### Fase a gironi
| Girone A    | Girone B    | Girone C | Girone D    |
| ----------- | ----------- | -------- | ----------- |
| Azerbaigian | Bielorussia | Bulgaria | Belgio      |
| Germania    | Croazia     | Russia   | Paesi Bassi |
| Polonia     | Georgia     | Turchia  | Rep. Ceca   |
| Ungheria    | Italia      | Ucraina  | Serbia      |

#### Girone A

##### Risultati
| 22 settembre 2017 National Gymnastics Arena, Baku Durata: 1h:23 - Spettatori: 4 300 | Ungheria    | 0 - 3 | Azerbaigian | 23-25, 14-25, 16-25              |
| 22 settembre 2017 National Gymnastics Arena, Baku Durata: 2h:12 - Spettatori: 125   | Polonia     | 3 - 2 | Germania    | 23-25, 25-15, 18-25, 25-23, 15-5 |
| 23 settembre 2017 National Gymnastics Arena, Baku Durata: 2h:08 - Spettatori: 2 100 | Polonia     | 3 - 1 | Ungheria    | 25-22, 19-25, 25-17, 25-18       |
| 24 settembre 2017 National Gymnastics Arena, Baku Durata: 1h:21 - Spettatori: 5 500 | Azerbaigian | 3 - 0 | Polonia     | 25-14, 25-21, 25-23              |
| 24 settembre 2017 National Gymnastics Arena, Baku Durata: 1h:55 - Spettatori: 200   | Germania    | 3 - 1 | Ungheria    | 25-21, 19-25, 25-21, 25-18       |
| 25 settembre 2017 National Gymnastics Arena, Baku Durata: 1h:49 - Spettatori: 3 400 | Germania    | 1 - 3 | Azerbaigian | 25-19, 19-25, 18-25, 18-25       |

##### Classifica
| Pos. | Squadra     | Pt | G | V | P | SV | SP | Ratio | PF  | PS  | Ratio |
| ---- | ----------- | -- | - | - | - | -- | -- | ----- | --- | --- | ----- |
| 1.   | Azerbaigian | 9  | 3 | 3 | 0 | 9  | 1  | 9,000 | 244 | 191 | 1,277 |
| 2.   | Polonia     | 5  | 3 | 2 | 1 | 6  | 6  | 1,000 | 258 | 250 | 1,032 |
| 3.   | Germania    | 4  | 3 | 1 | 2 | 6  | 7  | 0,857 | 267 | 285 | 0,936 |
| 4.   | Ungheria    | 0  | 3 | 0 | 3 | 2  | 9  | 0,222 | 220 | 263 | 0,836 |

      Qualificata ai quarti di finale.
      Qualificata agli ottavi di finale.

#### Girone B

##### Risultati
| 22 settembre 2017 Tbilisi Sports Palace, Tbilisi Durata: 1h:07 - Spettatori: 400 | Italia      | 3 - 0 | Georgia     | 25-14, 25-12, 25-12               |
| 22 settembre 2017 Tbilisi Sports Palace, Tbilisi Durata: 1h:54 - Spettatori: 200 | Bielorussia | 3 - 2 | Croazia     | 10-25, 15-25, 25-21, 25-20, 15-9  |
| 23 settembre 2017 Tbilisi Sports Palace, Tbilisi Durata: 1h:41 - Spettatori: 500 | Georgia     | 1 - 3 | Croazia     | 12-25, 13-25, 25-23, 23-25        |
| 23 settembre 2017 Tbilisi Sports Palace, Tbilisi Durata: 1h:47 - Spettatori: 200 | Italia      | 3 - 1 | Bielorussia | 27-25, 25-18, 18-25, 25-21        |
| 24 settembre 2017 Tbilisi Sports Palace, Tbilisi Durata: 1h:03 - Spettatori: 400 | Georgia     | 0 - 3 | Bielorussia | 8-25, 11-25, 12-25                |
| 24 settembre 2017 Tbilisi Sports Palace, Tbilisi Durata: 1h:49 - Spettatori: 200 | Croazia     | 2 - 3 | Italia      | 23-25, 21-25, 25-19, 25-10, 11-15 |

##### Classifica
| Pos. | Squadra     | Pt | G | V | P | SV | SP | Ratio | PF  | PS  | Ratio |
| ---- | ----------- | -- | - | - | - | -- | -- | ----- | --- | --- | ----- |
| 1.   | Italia      | 8  | 3 | 3 | 0 | 9  | 3  | 3,000 | 264 | 232 | 1,137 |
| 2.   | Bielorussia | 5  | 3 | 2 | 1 | 7  | 5  | 1,400 | 254 | 226 | 1,123 |
| 3.   | Croazia     | 5  | 3 | 1 | 2 | 7  | 7  | 1,000 | 303 | 257 | 1,179 |
| 4.   | Georgia     | 0  | 3 | 0 | 3 | 1  | 9  | 0,111 | 142 | 248 | 0,572 |

      Qualificata ai quarti di finale.
      Qualificata agli ottavi di finale.

#### Girone C

##### Risultati
| 22 settembre 2017 National Gymnastics Arena, Baku Durata: 2h:14 - Spettatori: 4 100 | Ucraina  | 2 - 3 | Russia   | 18-25, 25-20, 23-25, 25-23, 13-15 |
| 23 settembre 2017 National Gymnastics Arena, Baku Durata: 1h:57 - Spettatori: 1 800 | Bulgaria | 3 - 2 | Ucraina  | 25-23, 21-25, 23-25, 25-11, 15-4  |
| 23 settembre 2017 National Gymnastics Arena, Baku Durata: 1h:58 - Spettatori: 2 000 | Turchia  | 1 - 3 | Russia   | 23-25, 25-20, 23-25, 20-25        |
| 24 settembre 2017 National Gymnastics Arena, Baku Durata: 2h:17 - Spettatori: 3 000 | Bulgaria | 3 - 2 | Turchia  | 25-17, 10-25, 25-16, 20-25, 20-18 |
| 25 settembre 2017 National Gymnastics Arena, Baku Durata: 2h:10 - Spettatori: 2 000 | Russia   | 3 - 2 | Bulgaria | 21-25, 25-20, 23-25, 25-21, 15-13 |
| 25 settembre 2017 National Gymnastics Arena, Baku Durata: 1h:49 - Spettatori: 400   | Turchia  | 3 - 1 | Ucraina  | 25-20, 25-19, 20-25, 25-23        |

##### Classifica
| Pos. | Squadra  | Pt | G | V | P | SV | SP | Ratio | PF  | PS  | Ratio |
| ---- | -------- | -- | - | - | - | -- | -- | ----- | --- | --- | ----- |
| 1.   | Russia   | 7  | 3 | 3 | 0 | 9  | 5  | 1,800 | 312 | 299 | 1,043 |
| 2.   | Bulgaria | 5  | 3 | 2 | 1 | 8  | 7  | 1,142 | 313 | 298 | 1,050 |
| 3.   | Turchia  | 4  | 3 | 1 | 2 | 6  | 7  | 0,857 | 287 | 282 | 1,017 |
| 4.   | Ucraina  | 2  | 3 | 0 | 3 | 5  | 9  | 0,555 | 279 | 312 | 0,894 |

      Qualificata ai quarti di finale.
      Qualificata agli ottavi di finale.

#### Girone D

##### Risultati
| 22 settembre 2017 Göygöl Olympic Sport Complex, Gəncə Durata: 1h:33 - Spettatori: 2 000 | Serbia      | 3 - 0 | Rep. Ceca   | 25-22, 25-16, 25-23        |
| 22 settembre 2017 Göygöl Olympic Sport Complex, Gəncə Durata: 1h:50 - Spettatori: 2 000 | Paesi Bassi | 3 - 1 | Belgio      | 23-25, 25-12, 25-21, 25-14 |
| 23 settembre 2017 Göygöl Olympic Sport Complex, Gəncə Durata: 2h:19 - Spettatori: 2 000 | Rep. Ceca   | 3 - 1 | Belgio      | 19-25, 25-23, 28-26, 25-19 |
| 23 settembre 2017 Göygöl Olympic Sport Complex, Gəncə Durata: 1h:49 - Spettatori: 2 000 | Serbia      | 3 - 0 | Paesi Bassi | 29-27, 25-17, 25-23        |
| 24 settembre 2017 Göygöl Olympic Sport Complex, Gəncə Durata: 2h:09 - Spettatori: 2 000 | Belgio      | 1 - 3 | Serbia      | 26-24, 20-25, 22-25, 21-25 |
| 24 settembre 2017 Göygöl Olympic Sport Complex, Gəncə Durata: 2h:00 - Spettatori: 2 000 | Rep. Ceca   | 1 - 3 | Paesi Bassi | 21-25, 15-25, 25-21, 22-25 |

##### Classifica
| Pos. | Squadra     | Pt | G | V | P | SV | SP | Ratio | PF  | PS  | Ratio |
| ---- | ----------- | -- | - | - | - | -- | -- | ----- | --- | --- | ----- |
| 1.   | Serbia      | 9  | 3 | 3 | 0 | 9  | 1  | 9,000 | 253 | 217 | 1,165 |
| 2.   | Paesi Bassi | 6  | 3 | 2 | 1 | 6  | 5  | 1,200 | 261 | 234 | 1,115 |
| 3.   | Rep. Ceca   | 3  | 3 | 1 | 2 | 4  | 7  | 0,571 | 241 | 264 | 0,912 |
| 4.   | Belgio      | 0  | 3 | 0 | 3 | 3  | 9  | 0,333 | 254 | 294 | 0,863 |

      Qualificata ai quarti di finale.
      Qualificata agli ottavi di finale.

### Fase finale
|  | Ottavi di finale | Ottavi di finale | Ottavi di finale |  |  | Quarti di finale | Quarti di finale | Quarti di finale |  |    | Semifinali  | Semifinali  | Semifinali |    |                 | Finale          | Finale          | Finale |
|  |                  |                  |                  |  |  |                  |                  |                  |  |    |             |             |            |    |                 |                 |                 |        |
|  |                  |                  |                  |  |  | 1B               | Italia           | 0                |  |    |             |             |            |    |                 |                 |                 |        |
|  |                  |                  |                  |  |  | 1B               | Italia           | 0                |  |    |             |             |            |    |                 |                 |                 |        |
|  | 2D               | Paesi Bassi      | 3                |  |  | 2D               | Paesi Bassi      | 3                |  |    |             |             |            |    |                 |                 |                 |        |
|  | 2D               | Paesi Bassi      | 3                |  |  | 2D               | Paesi Bassi      | 3                |  |    |             |             |            |    |                 |                 |                 |        |
|  | 3B               | Croazia          | 0                |  |  |                  |                  |                  |  | 2D | Paesi Bassi | 3           |            |    |                 |                 |                 |        |
|  | 3B               | Croazia          | 0                |  |  |                  |                  |                  |  | 2D | Paesi Bassi | 3           |            |    |                 |                 |                 |        |
|  |                  |                  |                  |  |  |                  |                  |                  |  |    | 1A          | Azerbaigian | 2          |    |                 |                 |                 |        |
|  |                  |                  |                  |  |  |                  |                  |                  |  |    | 1A          | Azerbaigian | 2          |    |                 |                 |                 |        |
|  |                  |                  |                  |  |  | 1A               | Azerbaigian      | 3                |  |    |             |             |            |    |                 |                 |                 |        |
|  |                  |                  |                  |  |  |                  |                  |                  |  |    |             |             |            |    |                 |                 |                 |        |
|  | 2C               | Bulgaria         | 2                |  |  | 3A               | Germania         | 0                |  |    |             |             |            |    |                 |                 |                 |        |
|  | 2C               | Bulgaria         | 2                |  |  |                  |                  |                  |  |    |             |             |            |    |                 |                 |                 |        |
|  | 3A               | Germania         | 3                |  |  |                  |                  |                  |  |    |             |             |            |    | 2D              | Paesi Bassi     | 1               |        |
|  | 3A               | Germania         | 3                |  |  |                  |                  |                  |  |    |             |             |            |    | 2D              | Paesi Bassi     | 1               |        |
|  |                  |                  |                  |  |  |                  |                  |                  |  |    |             |             |            |    |                 | 1D              | Serbia          | 3      |
|  |                  |                  |                  |  |  |                  |                  |                  |  |    |             |             |            |    |                 | 1D              | Serbia          | 3      |
|  |                  |                  |                  |  |  | 1D               | Serbia           | 3                |  |    |             |             |            |    |                 |                 |                 |        |
|  |                  |                  |                  |  |  | 1D               | Serbia           | 3                |  |    |             |             |            |    |                 |                 |                 |        |
|  | 2B               | Bielorussia      | 3                |  |  | 2B               | Bielorussia      | 0                |  |    |             |             |            |    | Finale 3° posto | Finale 3° posto | Finale 3° posto |        |
|  | 2B               | Bielorussia      | 3                |  |  |                  |                  | 0                |  |    |             |             |            |    |                 |                 |                 |        |
|  | 3D               | Rep. Ceca        | 2                |  |  |                  |                  |                  |  | 1D | Serbia      | 3           |            | 1A | Azerbaigian     | 1               |                 |        |
|  | 3D               | Rep. Ceca        | 2                |  |  |                  |                  |                  |  | 1D | Serbia      | 3           |            | 1A | Azerbaigian     | 1               |                 |        |
|  |                  |                  |                  |  |  |                  |                  |                  |  |    | 3C          | Turchia     | 0          |    |                 | 3C              | Turchia         | 3      |
|  |                  |                  |                  |  |  |                  |                  |                  |  |    | 3C          | Turchia     | 0          |    |                 | 3C              | Turchia         | 3      |
|  |                  |                  |                  |  |  | 1C               | Russia           | 0                |  |    |             |             |            |    |                 |                 |                 |        |
|  |                  |                  |                  |  |  | 1C               | Russia           | 0                |  |    |             |             |            |    |                 |                 |                 |        |
|  | 2A               | Polonia          | 1                |  |  | 3C               | Turchia          | 3                |  |    |             |             |            |    |                 |                 |                 |        |
|  | 2A               | Polonia          | 1                |  |  | 3C               | Turchia          | 3                |  |    |             |             |            |    |                 |                 |                 |        |
|  | 3C               | Turchia          | 3                |  |  |                  |                  |                  |  |    |             |             |            |    |                 |                 |                 |        |
|  | 3C               | Turchia          | 3                |  |  |                  |                  |                  |  |    |             |             |            |    |                 |                 |                 |        |

#### Ottavi di finale
| 27 settembre 2017 National Gymnastics Arena, Baku Durata: 2h:06 - Spettatori: 1 000 | Polonia     | 1 - 3 | Turchia   | 22-25, 25-27, 25-18, 23-25        |
| 26 settembre 2017 National Gymnastics Arena, Baku Durata: 2h:17 - Spettatori: 1 000 | Bielorussia | 3 - 2 | Rep. Ceca | 18-25, 23-25, 27-25, 25-22, 17-15 |
| 27 settembre 2017 National Gymnastics Arena, Baku Durata: 2h:03 - Spettatori: 300   | Bulgaria    | 2 - 3 | Germania  | 25-14, 20-25, 25-16, 19-25, 11-15 |
| 26 settembre 2017 National Gymnastics Arena, Baku Durata: 1h:09 - Spettatori: 350   | Paesi Bassi | 3 - 0 | Croazia   | 25-18, 25-8, 25-21                |

#### Quarti di finale
| 29 settembre 2017 National Gymnastics Arena, Baku Durata: 1h:20 - Spettatori: 4 900 | Azerbaigian | 3 - 0 | Germania    | 25-20, 25-18, 25-21 |
| 28 settembre 2017 National Gymnastics Arena, Baku Durata: 1h:12 - Spettatori: 1 500 | Italia      | 0 - 3 | Paesi Bassi | 17-25, 20-25, 13-25 |
| 29 settembre 2017 National Gymnastics Arena, Baku Durata: 1h:27 - Spettatori: 2 450 | Russia      | 0 - 3 | Turchia     | 25-27, 18-25, 20-25 |
| 28 settembre 2017 National Gymnastics Arena, Baku Durata: 1h:12 - Spettatori: 300   | Serbia      | 3 - 0 | Bielorussia | 25-19, 25-12, 25-14 |

#### Semifinali
| 30 settembre 2017 National Gymnastics Arena, Baku Durata: 2h:17 - Spettatori: 5 100 | Paesi Bassi | 3 - 2 | Azerbaigian | 20-25, 25-19, 25-19, 25-27, 15-12 |
| 30 settembre 2017 National Gymnastics Arena, Baku Durata: 1h:18 - Spettatori: 1 500 | Serbia      | 3 - 0 | Turchia     | 25-17, 25-12, 25-21               |

#### Finale 3º posto
| 1º ottobre 2017 National Gymnastics Arena, Baku Durata: 1h:40 - Spettatori: 4 800 | Azerbaigian | 1 - 3 | Turchia | 25-22, 21-25, 14-25, 8-25 |

#### Finale
| 1º ottobre 2017 National Gymnastics Arena, Baku Durata: 1h:45 - Spettatori: 3 600 | Paesi Bassi | 1 - 3 | Serbia | 20-25, 22-25, 25-18, 18-25 |

## Classifica finale
| Pos     | Squadra     | Rosa |
| ------- | ----------- | --- |
| Oro     | Serbia      | Formazione: 1 Buša, 4 Živković, 5 Popović, 6 Malešević, 9 Mihajlović, 10 Mirković, 11 Veljković, 12 Pusić, 13 Bjelica, 15 Stevanović, 16 Rašić, 18 Bošković, 19 Milenković, 20 Blagojević, CT: Terzić                             |
| Argento | Paesi Bassi | Formazione: 1 Knip, 2 Stoltenborg, 3 Beliën, 4 Plak, 5 Kruijf, 6 Grothues, 9 Schoot, 10 Slöetjes, 11 Buijs, 14 Dijkema, 18 Jasper, 19 Daalderop, 20 Polder, 22 Koolhaas, CT: Morrison                                             |
| Bronzo  | Turchia     | Formazione: 1 Örge, 2 Kırdar, 3 Akman, 4 Dalbeler, 6 Uslupehlivan, 8 Toksoy, 10 Önal, 11 Aydemir, 13 Özsoy, 14 Erdem, 15 Baladın, 16 Aköz, 18 Alikaya, 21 Boz, CT: Guidetti                                                       |
| 4       | Azerbaigian | Formazione: 1 Əliyeva, 2 Kovalenko, 5 Əliyeva, 6 Əbdüləzimova, 7 Charčenko, 8 Ruban, 9 Kazka, 10 Matiašovská, 11 Zhidkova, 12 Korotenko, 14 Besman, 15 Kərimova, 17 Rəhimova, 18 Habibova, CT: Garayev                            |
| 5       | Italia      | Formazione: 1 Sorokaite, 3 Loda, 4 Bonifacio, 6 De Gennaro, 7 Folie, 8 Orro, 9 Bosetti, 10 Chirichella, 11 Danesi, 14 Tirozzi, 16 Bosetti, 18 Egonu, 20 Parrocchiale, 21 Cambi, CT: Mazzanti                                      |
| 6       | Russia      | Formazione: 1 Ščerban', 2 Frolova, 3 Uralëva, 4 Krjučkova, 6 Zarjažko, 8 Hončarova, 10 Pankova, 11 Starodubova, 14 Fetisova, 15 Košeleva, 16 Voronkova, 18 Il'čenko, 19 Makarčuk, 21 Efimova, CT: Kuzjutkin                       |
| 7       | Bielorussia | Formazione: 1 Kavalchuk, 2 Pal'čevskaja, 3 Malasaj, 4 Kalinovskaja, 6 Harėlik, 7 Fedorinčik, 8 Paulava, 10 Pavljukovskaja, 11 Seryk, 12 Kapko, 13 Ionava, 15 Markevič, 16 Barysevich, 17 Klimec, CT: Chil'ko                      |
| 8       | Germania    | Formazione: 1 Dürr, 2 Kemmsies, 3 Hanke, 4 Brinker, 5 Poll, 6 Geerties, 7 Pettke, 10 Stigrot, 11 Lippmann, 14 Schölzel, 17 Pogany, 19 Großer, 20 Schwertmann, 22 Gründing, CT: Koslowski                                          |
| 9       | Bulgaria    | Formazione: 1 Nenova, 4 N. Dimitrova, 5 Rabadžieva, 6 Paskova, 7 Kitipova, 8 Janeva, 10 G. Dimitrova, 11 Ruseva, 12 Dančeva, 13 Filipova, 14 Nikolova, 15 Todorova, 16 Vasileva, 17 Filipova, CT: Dimitrov                        |
| 10      | Polonia     | Formazione: 1 Tokarska, 4 Polak, 5 Kąkolewska, 7 Murek, 9 Krzos, 10 Efimienko, 12 Bociek, 13 Durajczyk, 14 Wołosz, 15 Grajber, 17 Smarzek, 18 Twardowska, 20 Pleśnierowicz, 22 Brzóska, CT: Nawrocki                              |
| 11      | Croazia     | Formazione: 1 Sain, 2 Grbac, 3 Božičević, 5 Ikić, 7 Strunjak, 9 Šaini, 10 Miloš, 11 Barun, 12 Dumančić, 13 Fabris, 14 Stanović, 17 Ćutuk, 19 Mlinar, 20 Luketić, CT: Aksentijević                                                 |
| 12      | Rep. Ceca   | Formazione: 1 Kossányiová, 3 Kohoutová, 4 Havlíčková, 7 Nachmilnerová, 8 Purchartová, 10 Valková, 11 Dostalová, 12 Mlejnková, 15 Strušková, 16 Havelková, 17 Vaňková, 18 Vincourová, 19 Kojdová, 20 Toufarová, CT: Pommer         |
| 13      | Ucraina     | Formazione: 3 Truškina, 4 Kozlova, 5 Denysova, 6 Delros, 7 Molodtsova, 8 Černucha, 9 Herasymova, 10 Kyryčenko, 11 Stepanjuk, 12 Stepančuk, 13 Novgorodčenko, 16 Kodola, 17 Lydjaeva, 18 Peretjat'ko, CT: Jegiazarov               |
| 14      | Belgio      | Formazione: 2 Biebauw, 3 Herbots, 4 Courtois, 5 Heyrman, 6 Leys, 7 Van Gestel, 8 Grobelna, 9 Aelbrecht, 10 Van Hecke, 13 Janssens, 17 van de Vyver, 19 Lemmens, 20 Guilliams, 21 De Tant, CT: Vande Broek                         |
| 15      | Ungheria    | Formazione: 1 Szakmáry, 2 Tóth, 3 Szpin, 5 Czina, 8 Tálas, 9 Dékány, 11 Soós, 13 Villám, 14 Dobi, 15 Liliom, 16 Nagy, 17 Bleicher, 21 Török, CT: de Brandt                                                                        |
| 16      | Georgia     | Formazione: 1 Gaprindashvili, 2 Koraevi, 3 Batsatsashvili, 4 Tsarenko, 5 Kipshidze, 6 Beriashvili, 7 Ulumbelashvili, 8 Sanadze, 10 Chelidze, 11 Sosnovskaya, 13 Kalandadze, 14 Markarashvili, 17 Tchautchidze, CT: Ulumbelashvili |

|  |  |  | Qualificata al campionato europeo 2019. |

## Premi individuali
| Premio                 | Nome                | Squadra     |
| ---------------------- | ------------------- | ----------- |
| MVP                    | Tijana Bošković     | Serbia      |
| Miglior palleggiatrice | Laura Dijkema       | Paesi Bassi |
| Miglior opposto        | Lonneke Slöetjes    | Paesi Bassi |
| Miglior schiacciatrice | Brankica Mihajlović | Serbia      |
| Miglior schiacciatrice | Anne Buijs          | Paesi Bassi |
| Miglior centrale       | Eda Erdem           | Turchia     |
| Miglior centrale       | Stefana Veljković   | Serbia      |
| Miglior libero         | Valeriya Korotenko  | Azerbaigian |